# Tenkohlavec lidský
Tenkohlavec lidský (Trichuris trichiura) je kosmopolitně rozšířený druh hlístic parazitujících v tlustém a slepém střevě člověka a lidoopů. Onemocnění tímto parazitem se označuje jako trichurióza nebo trichocefalóza. Dospělci měří 3–5 cm. T. trichiura je rozšířen především v subtropických a tropických oblastech Asie, Ameriky a Afriky. Ve středověku se vyskytoval u lidí i v Evropě. Výskyt parazita je úzce spjat s nízkou úrovní hygieny. Infekce člověka T. trichiura může probíhat bez příznaků, nebo se mohou vyskytnout bolesti břicha, nauzea, průjem či zácpa.

## Historie
Prvními objeviteli tenkohlavce jsou lékaři G. B. Morgagni (1740) a G. Roederer (1761), který je zároveň i autorem poněkud zavádějícího pojmenovaní Trichuris. Uspořádání těla je však u tohoto parazita opačné. Proto později F. P. Schrank výstižnější přejmenoval na Trichocephalus, kterému odpovídá i dnešní české označení tenkohlavec. Zástupci rodu Trichuris se vyznačují vláskovitým předním koncem těla a silnějším zadním koncem těla. Rodové jméno Trichuris je etymologicky nesprávné, neboť vychází z mylné představy, že tenká nitkovitá část těla představuje ocas (thrix = vlas, ura = ocas). Věcně správnější je později navržený rodový název Trichocephalus (kefalé = hlava, česky tenkohlavec), který je také často používán v odborné literatuře jako synonymum k rodovému označení Trichuris. Podle pravidel zoologického názvosloví, při kterých se upřednostňuje priorita označení, je však správnější používat rodové jméno Trichuris a onemocnění způsobené tímto parazitem trichurióza.
Tento parazit provází lidstvo již od dávných dob. Nejstarší známé archeoparazitologické nálezy v koprolitech (paleofeces) amerických indiánů jsou staré 8 800 let, vajíčka byla nalezena ve střevním obsahu známé zamrzlé mumie muže Ötziho zemřelého před cca 5 300 lety v Ötztalských Alpách  i v exkrementech horníků alpských solných dolů starých 2 300 let.

## Morfologie a biologie
Tenkohlavci mají nečlánkované tělo a jsou odděleného pohlaví. Samci měří 30–45 mm, samice 35–50 mm. Přední a delší část dospělých červů je nitkovitá, zadní část má výrazně větší průměr. Dospělí jedinci žijí ve stěně tlustého střeva, kde se tenkou přední částí zanořují a fixují ve sliznici, tlustý kaudální konec vyčnívá do střevního lumen. První vajíčka se ve stolici objeví až za 60–90 dní po nákaze.

## Životní cyklus

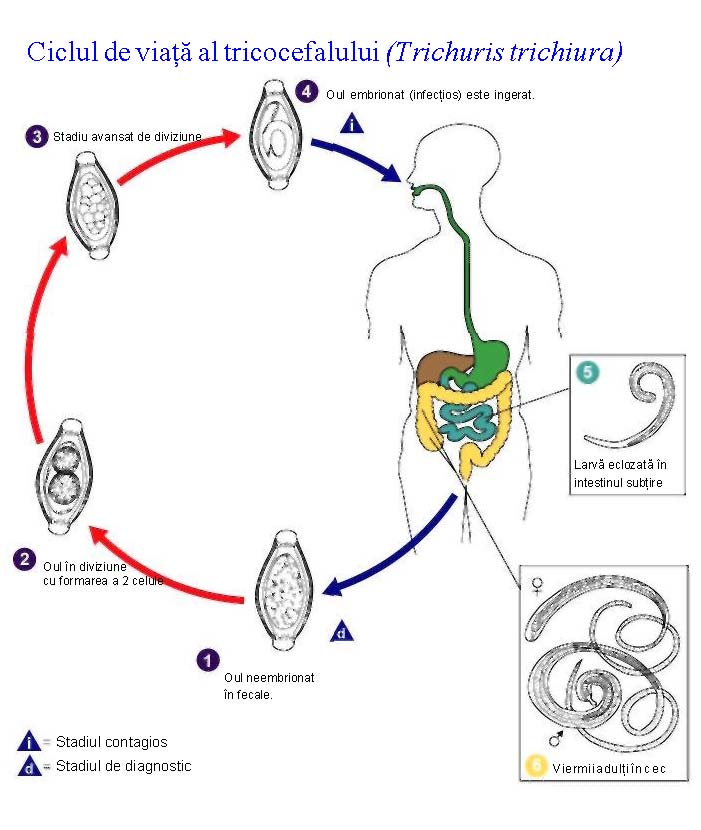
Životní cyklus tenkohlavce lidského (Trichuris trichiura)

Životní cyklus poprvé popsal až G. B. Grassi (1887).
Samice po oplození kladou ve střevě vajíčka, jež jsou silnostěnná, citrónovitého tvaru s prominujícími pólovými zátkami. Oplozená vajíčka jsou přenášena spolu se stolicí. Vajíčka (47–56 × 22–25 µm) jsou vůči působení zevního prostředí vysoce odolná, například v půdě vydrží plně infekční za příznivých podmínek i 6 let. Vývoj larvy probíhá ve vajíčku mimo hostitele ve vnějším prostředí. Vývoj larvy trvá v závislosti na teplotě 6–24 °C až 210 dní, při teplotě 37 °C jen asi 18 dní, ničí je teplota nad 52 °C, přímý sluneční svit a vyschnutí.
Hostitel se nakazí pozřením potravy či vody, které jsou kontaminovány zralými vajíčky. V tenkém střevě se rozpouštějí pólové zátky 4 vrstevných vajíček a larvy je takto vzniklými otvory opouštějí. Larvy se živí v kryptách střevní sliznice krví a tkání, během asi 3 měsíců dospívají. Některé dřívější parazitologické monografie uvádějí, že denní spotřeba krve jednou hlísticí činí 5 ml a při silných infekcích může vést k anémii. Současné studie však prokázaly, že zástupci rodu Trichuris svými enzymy formují v epitelu tlustého střeva syncytium (buněčný celek, soubuní vzniklé splynutím samostatných buněk), jehož buněčnou substancí se hlístice živí. Mechanismus patogenního působení je především traumatický a toxoalergický a organismus hostitele senzibilizují produkty metabolismu parazita.Samička tenkohlavce denně vyloučí ve slepém střevě zhruba 3.000 až 20.000 vajíček, která odcházejí z hostitelova těla nerozrýhovaná. Vajíčka jsou infekční až v období, kdy obsahují larvu v prvním vývojovém stadiu (instaru). Délka života dospělých červů je zhruba jeden rok.

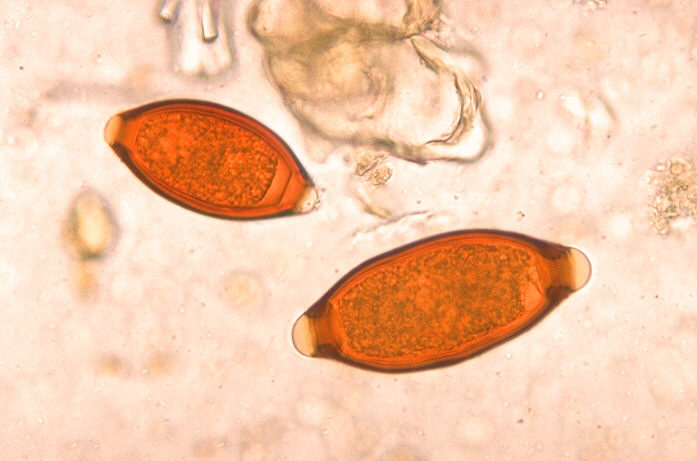
Vajíčka tenkohlavce lidského (Trichuris trichiura) s typickými pólovými zátkami

## Symptomy
Infekce je ve většině případů bez příznaků. Při silnějších infekcích (větší počet červů) může způsobovat nevolnost, bolesti břicha, průjem, zácpu, rovněž se může projevit krvavým průjmem a anémií. Pouze v ojedinělých případech může u silných infekcí dojít k protržení stěny střevní s následnou peritonitidou.

## Epidemiologie
Celosvětově je nakaženo okolo 600 až 800 milionů lidí, nejvíce v Asii, Americe a Africe. Dle Národní referenční laboratoře pro diagnostiku střevních parazitóz se počet případů infekce T. trichiura v České republice za období 2005–2012 pohyboval zhruba v rozmezí 6 až 50 případů za rok, z toho většinou šlo o importované nákazy u cizinců nebo o pacienty navrátivší se z dovolených z tropických a subtropických oblastí. V roce 2012 bylo v celé ČR hlášeno pouze 6 diagnostikovaných případů T. trichiura.

## Diagnostika a terapie
Diagnostika se opírá o opakované (vajíčka se vylučují cyklicky) mikroskopické vyšetření vzorků stolice a nález typických vajíček buď v tlustém nátěru dle Kato, nebo pomocí koncentrační flotační metody dle Fausta. Vzácnější je přímý makroskopický nález červa ve stolici nebo při endoskopickém vyšetření.
K léčbě se užívají benzimidazolové preparáty, málo absorbovatelné ze zažívacího traktu – mebendazol nebo albendazol, někdy je nutné doplnit protiprůjmové preparáty. Je nutné opakované vyšetření stolice po terapii a v případě pozitivního nálezu se aplikace anthelmintik opakuje.